# Podoctinus willeyi
Podoctinus willeyi is een hooiwagen uit de familie Podoctidae.